# MS Copacabana
Le MS Copacabana est un paquebot de la Compagnie maritime belge qui assurait la liaison Anvers (Belgique)—Bahia (Brésil).

## Histoire
Ce paquebot de 7 340 tjb, lancé en 1937, portait le nom d'un district brésilien. Il avait pour jumeaux le Mar del Plata et le Piriapolis. Durant la période 1939-1940, il porta sur ses flancs l'inscription « België-Belgique » pour attirer l'attention des belligérants sur son appartenance à un pays neutre. Après l'invasion de la Belgique par les troupes allemandes en 1940, il perdit sa neutralité et fut entraîné dans la guerre comme de nombreux autres paquebots et rendit d'importants services aux alliés.